# Jakov od Monaka
Jakov od Monaka, punim imenom Jacques Honoré Rainier Grimaldi (Monako, 10. prosinca 2014.), nasljedni princ Monaka i markiz Bauxa iz kneževske dinastije Grimaldi. Prvi je u liniji nasljeđivanja monegaškog prijestolja.
Rodio se kao jedini zakoniti sin i drugorođeno dijete u obitelji monegaškog kneza Alberta II. i kneginje Charlene. Osim sestre blizanke Gabriella, ima polusestru Jazmin i polubrata Alexandrea. Budući da je posljednje dvoje Albertove djece rođeno izvan braka, samo se Jakovu i Gabrielli priznaje nasljedno pravo sukladno liniji nasljeđivanja.
Jakov i njegova sestra blizanka Gabriella kršteni su 10. svibnja 2015. godine u katedrali Bezgriješne Djevice Marije u Monaku.
Jakov je, po rođenju, dobio naslov nasljednog princa i markiza Bauxa, dok je njegova sestra Gabrielle dobila naslov grofice Carladèsa.